# Chico Landi
 Francisco Sacco Landi  o Chico Landi va ser un pilot de curses automobilístiques brasiler que va arribar a disputar curses de Fórmula 1.
Chico Landi va néixer el 14 de juliol del 1907 a Sao Paulo, Brasil i va morir el 7 de juny del 1989.

## A la F1
Va debutar a la segona temporada de la història del campionat del món de la Fórmula 1, l'any 1951, disputant el 16 de setembre del 1951 el GP d'Itàlia, que era la setena i penúltima prova de la temporada.
Chico Landi va participar en sis curses puntuables pel campionat de la F1, disputades en quatre temporades 1951, 1952, 1953 i 1956. Va ser el primer pilot brasiler a conduir un Ferrari a una cursa del mundial.
Fora del campionat de la F1 va disputar nombroses proves amb millors resultats que a les curses oficials.

## Resultats a la Fórmula 1
| Any  | Equip                     | Xassís   | Motor    | 1      | 2   | 3   | 4   | 5   | 6   | 7       | 8       | 9       | Posició | Punts |
| ---- | ------------------------- | -------- | -------- | ------ | --- | --- | --- | --- | --- | ------- | ------- | ------- | ------- | ----- |
| 1951 | Francisco Landi           | Ferrari  | Ferrari  | SUI    | 500 | BEL | FRA | GBR | ALE | ITA Ret | ESP     |         | -       | 0     |
| 1952 | Escuderia Bandeirantes    | Maserati | Maserati | SUI    | 500 | BEL | FRA | GBR | ALE | HOL 9*  | ITA 8   |         | -       | 0     |
| 1953 | Escuderia Bandeirantes    | Maserati | Maserati | ARG    | 500 | HOL | BEL | FRA | GBR | ALE     | SUI Ret |         | -       | 0     |
| 1953 | Scuderia Milano           | Maserati | Maserati |        |     |     |     |     |     |         |         | ITA Ret | -       | 0     |
| 1956 | Officine Alfieri Maserati | Maserati | Maserati | ARG 4* | MON | 500 | BEL | FRA | GBR | ALE     | ITA     |         | 25è     | 1,5   |

(*) Cotxe compartit.

### Resum
| Curses: | Victòries: | Pòdiums: | Poles: | Voltes ràpides: | Punts: |
| ------- | ---------- | -------- | ------ | --------------- | ------ |
| 6       | 0          | 0        | 0      | 0               | 1,5    |